# Han-devant-Pierrepont
Han-devant-Pierrepont is een gemeente in het Franse departement Meurthe-et-Moselle (regio Grand Est) en telt 115 inwoners (1999). De gemeente maakt deel uit van het arrondissement Briey en het kanton Mont-Saint-Martin.

## Geografie
De oppervlakte van Han-devant-Pierrepont bedraagt 4,96 km², de bevolkingsdichtheid is 23 inwoners per km².
De onderstaande kaart toont de ligging van Han-devant-Pierrepont met de belangrijkste infrastructuur en aangrenzende gemeenten.
| Aangrenzende gemeenten   | Aangrenzende gemeenten | Aangrenzende gemeenten | Aangrenzende gemeenten | Aangrenzende gemeenten |
| ------------------------ | ---------------------- | ---------------------- | ---------------------- | ---------------------- |
| Arrancy-sur-Crusnes (55) |                        | Pierrepont             |                        | Boismont               |
|                          |                        |                        |                        |                        |
|                          |                        |                        |                        |                        |
|                          |                        |                        |                        |                        |
| Saint-Pierrevillers (55) |                        | Saint-Supplet          |                        | Mercy-le-Bas           |

## Geschiedenis
Op 7 augustus 1996 werd besloten de gemeente, dat toen deel uitmaakte van het kanton Spincourt in het arrondissement Verdun van het aangrenzende departement Meuse, toe te voegen aan het departement Meurthe-et-Moselle, wat op 1 januari 1997 werd uitgevoerd. De gemeente werd deel van het kanton Longuyon tot dat op 22 maart 2015 werd opgeheven.

## Demografie
De figuur toont het verloop van het inwonertal (bron: INSEE-tellingen).

Allondrelle-la-Malmaison · Baslieux · Bazailles · Beuveille · Boismont · Charency-Vezin · Colmey · Cons-la-Grandville · Cosnes-et-Romain · Doncourt-lès-Longuyon · Épiez-sur-Chiers · Fresnois-la-Montagne · Gorcy · Grand-Failly · Han-devant-Pierrepont · Longuyon · Montigny-sur-Chiers · Mont-Saint-Martin · Othe · Petit-Failly · Pierrepont · Saint-Jean-lès-Longuyon · Saint-Pancré · Saint-Supplet · Tellancourt · Ugny · Ville-au-Montois · Ville-Houdlémont · Villers-la-Chèvre · Villers-le-Rond · Villette · Viviers-sur-Chiers
1. ↑  Populations de référence 2022.